# Pfarrkirche St. Georg zu Wiek

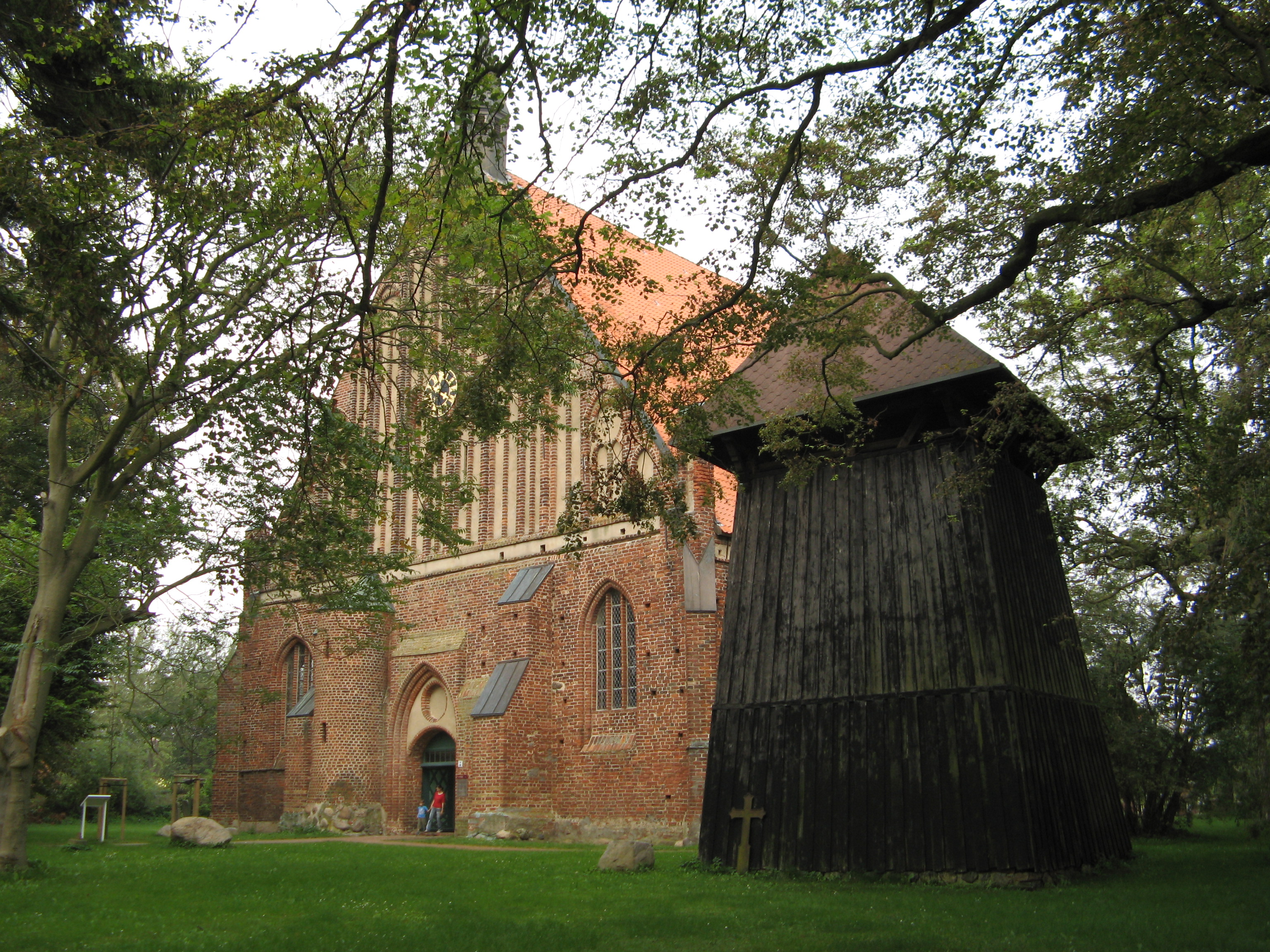
Vorderseite mit Glockenstuhl

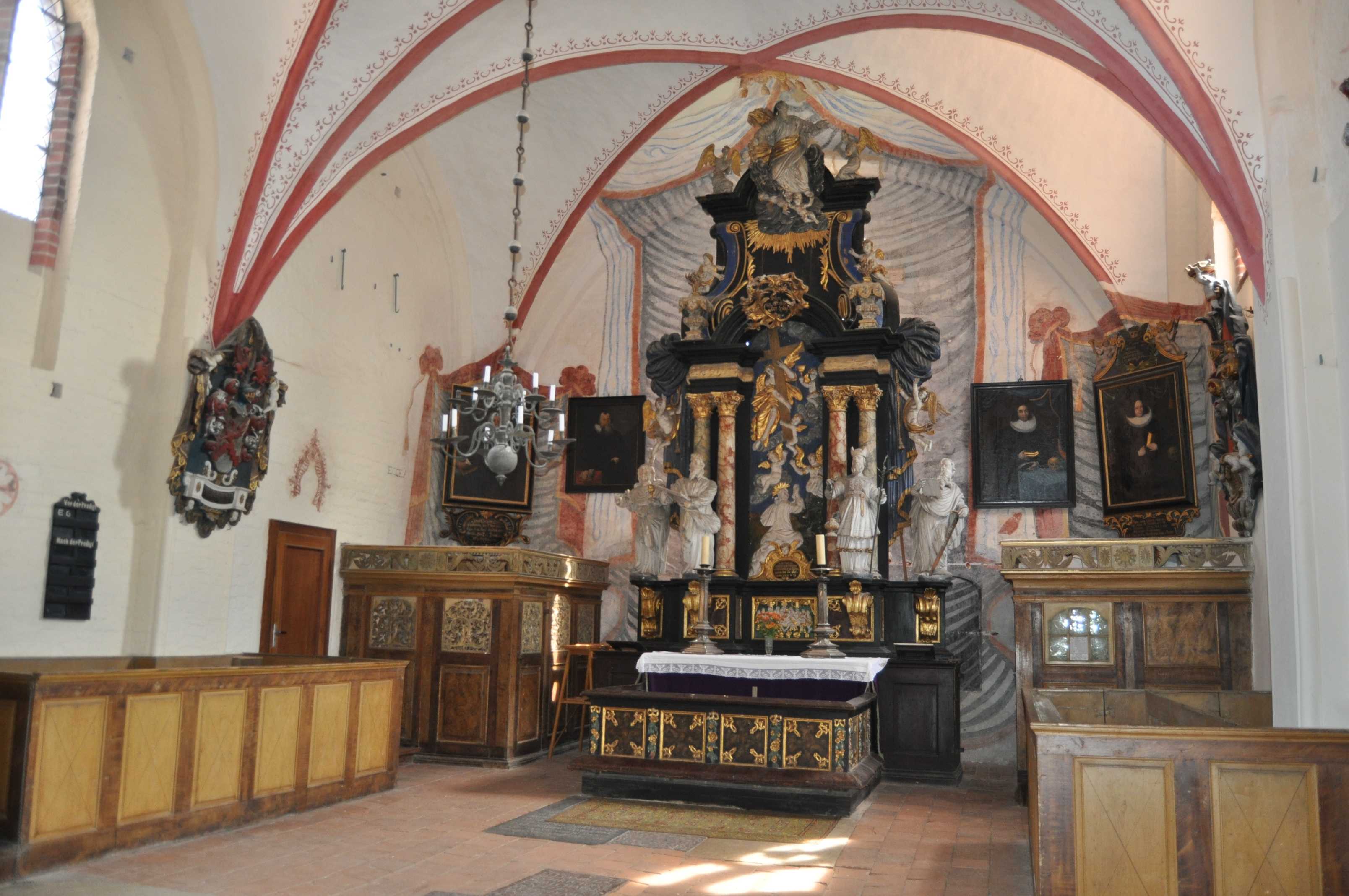
Kirche von Wiek – reich gestalteter Altar

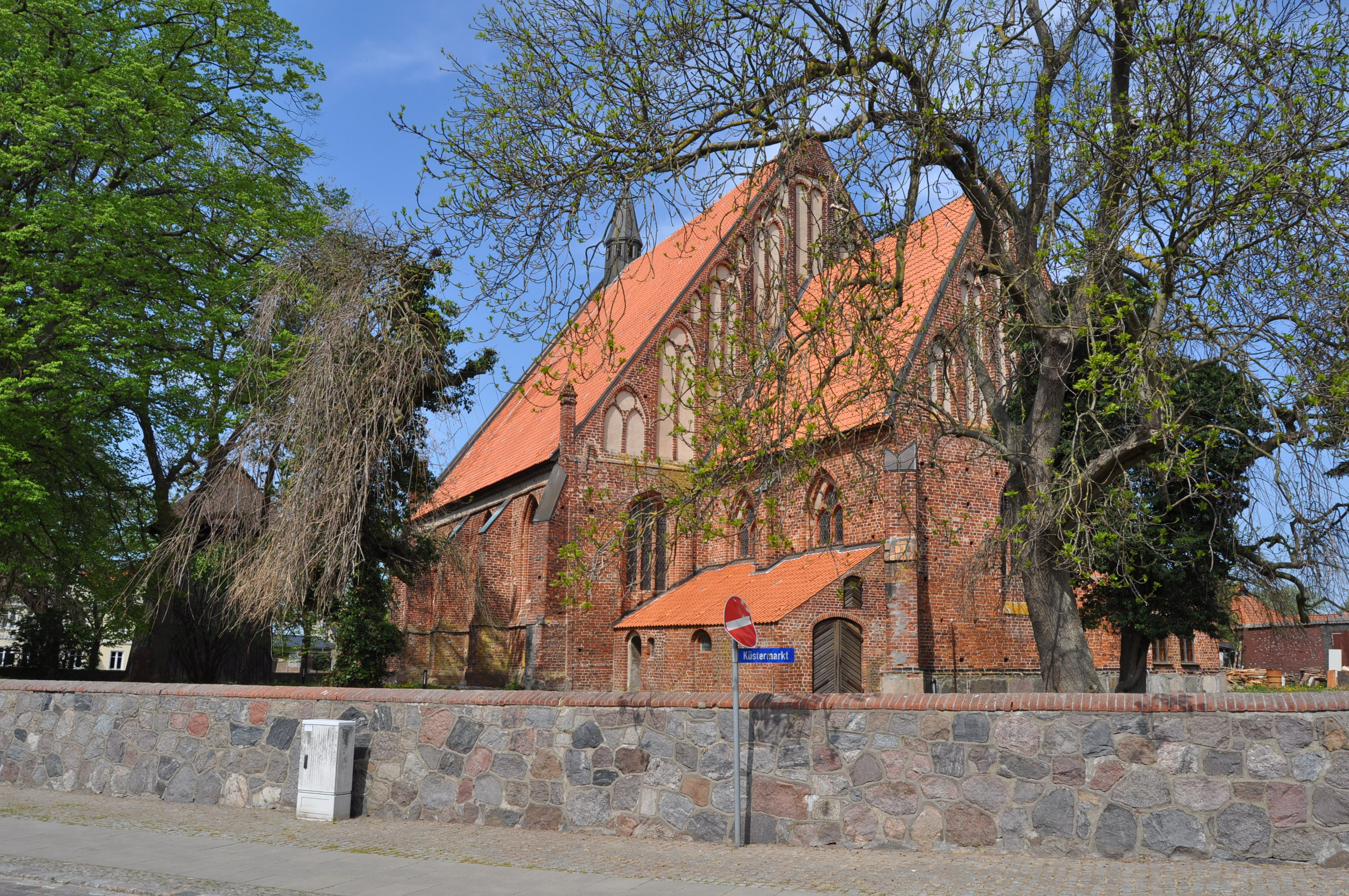
Kirche von Wiek aus Südost mit Feldsteinmauer

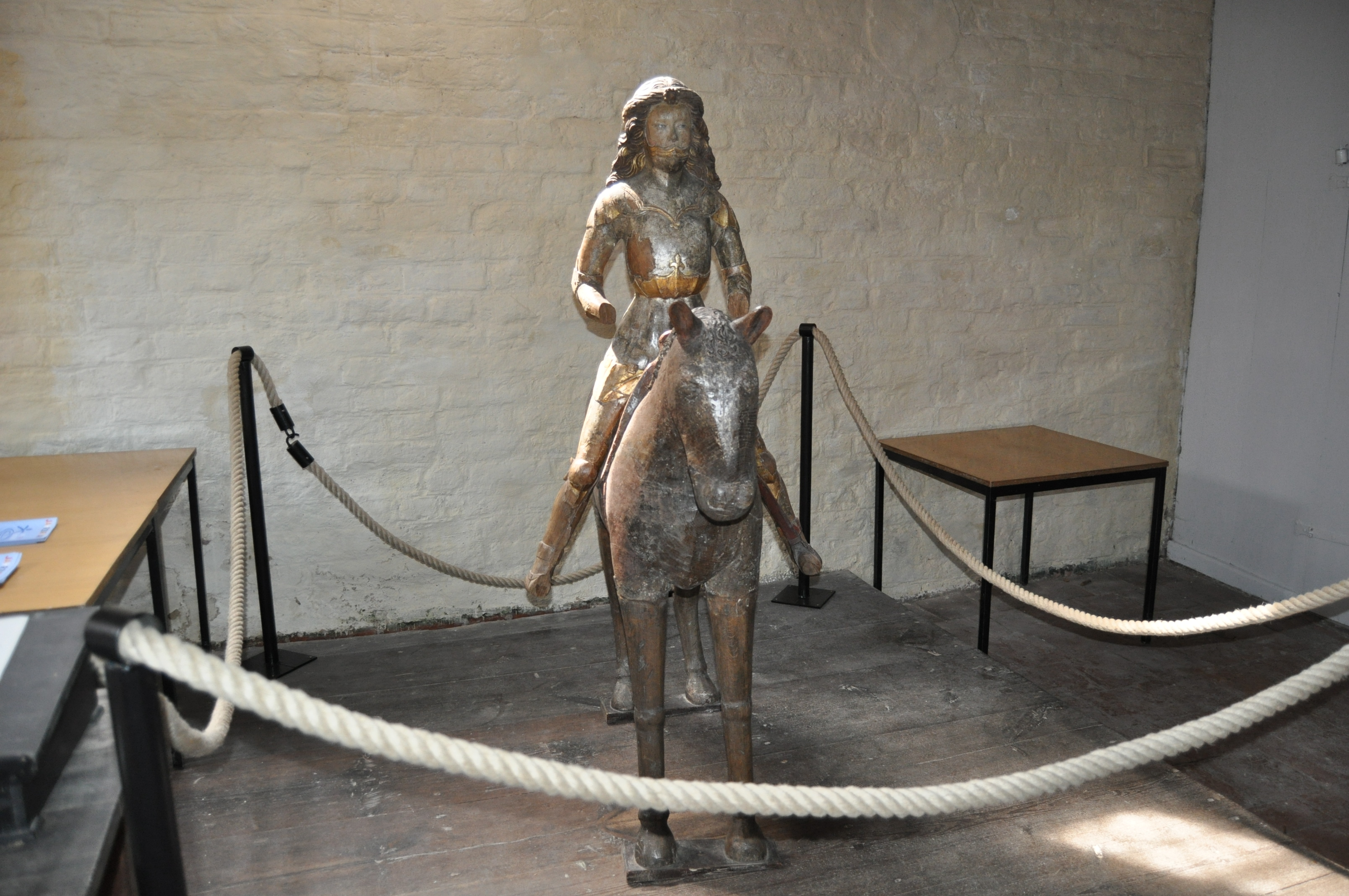
Der Heilige Georg in der Kirche von Wiek

Die evangelische Pfarrkirche St. Georg zu Wiek ist eine dreischiffige gotische Backsteinkirche, die in der ersten Hälfte des 15. Jahrhunderts von den Zisterziensern errichtet wurde.

## Geschichte
Das heutige Gebäude der Pfarrkirche in Wiek entstand ab 1400 in mehreren Bauabschnitten. Der erste Abschnitt beinhaltete den Chor und die Sakristei. Später folgte noch das kreuzgratgewölbte Langhaus.
Um 1500 wurde im Inneren das hölzerne 1,75 Meter hohe Reiterstandbild „Ritter Georg zu Pferde“ aufgestellt, das sich heute in einer Seitenkapelle befindet. Es ist dem Heiligen Georg, dem Schutzpatron der Seefahrer und Reisenden, gewidmet.
Im 16. Jahrhundert wurde der Kirchturm zerstört und man errichtete um das Jahr 1600 den freistehenden Glockenstuhl.
Im 18. Jahrhundert erhielt die Kirche einen barocken Altar, der von Michael Müller geschaffen wurde. Auch der hölzerne Taufständer sowie einer der beiden Beichtstühle stammen aus dieser Zeit. Im Jahre 1787 wurde östlich der Priesterpforte eine Gruft angebaut. 1826 erhielt die Kirche eine Kanzel, ein Gestühl und Emporen.
Die Wieker Kirche ist eine der geräumigsten Kirchen Rügens. Sie wird unter der Verantwortung eines Vereins zurzeit nach und nach restauriert.
Auf dem Kirchhof befinden sich mehrere Grabsteine sowie ein Kriegerdenkmal zur Erinnerung an die Gefallenen des Ersten Weltkrieges aus dem Jahre 1923.

## Orgel
1826 wurde auch die Orgel erbaut. Sie stammt von dem Stettiner Orgelbauer August Wilhelm Grüneberg (1787–1837). 1875 wurde das Instrument von Friedrich Albert Mehmel um das zweite Manual erweitert. Das Schleifladen-Instrument hat neun Register auf zwei Manualen und Pedal. Die Trakturen sind mechanisch.
| I Hauptwerk C–d3 |             |       |
| 1.               | Bordun      | 16′   |
| 2.               | Prinzipal   | 8′    |
| 3.               | Gedackt     | 8′    |
| 4.               | Oktave      | 4'    |
| 5.               | Nasard      | 2 ⁄3′ |
| 6.               | Superoktave | 2′    |

| II Nebenwerk C–d3 |               |    |
| 7.                | Portunalflöte | 8′ |
| 8.                | Viola         | 8′ |
| 9.                | Flöte         | 4' |

| Pedal C–c1 |         |     |
| 10.        | Subbaß  | 16′ |
| 11.        | Violone | 8′  |

- Koppeln: II/I, I/P

## Gemeinde
Die evangelische Kirchgemeinde gehört seit 2012 zur Propstei Stralsund im Pommerschen Evangelischen Kirchenkreis der Evangelisch-Lutherischen Kirche in Norddeutschland. Vorher gehörte sie zum Kirchenkreis Stralsund der Pommerschen Evangelischen Kirche.